# GEM 1000
O GEM 1000 Junior Computer foi um obscuro computador doméstico belga comercializado pela empresa VDI, Vidéo Direct International, de Bruxelas. Aparentemente, o GEM era fabricado por uma empresa de Taiwan, a GEM International Corporation. Segundo alguns, o fato de possuir um teclado QWERTY, e não AZERTY, como seria de esperar num micro para usuários de língua francesa, comprova isso.

## História
O microcomputador parece ter servido de base para a criação do CCE MC-1000 brasileiro. Também foi vendido como Charlemagne 999, com a particularidade do BASIC residente estar em francês. O GEM 1000 pode ainda estar relacionado ao ainda mais obscuro Rabbit RX83, apresentado em junho de 1983 numa feira estadunidense pela desconhecida empresa Rabbit Computer.

## Características (GEM 1000)
| UCP           | Zilog Z80A em 3,57 MHz                                                                                           |
| RAM           | 16 KiB—64 KiB (máxima)                                                                                           |
| ROM           | 8 KiB |
| Teclado       | "chiclete", 50 teclas                                                                                            |
| Display       | Motorola MC6847P, texto (32x16, 2 cores) e gráfico (256x192, 2 cores).                                           |
| Som           | General Instruments PSG AY-3-8910, 3 vozes, ruído branco                                                         |
| Portas        | interface de gravador cassete, saída para TV, conector de joystick                                               |
| Armazenamento | fita magnética; controlador de disco anunciado para discos compatíveis com CP/M, mas nunca lançado ("vaporware") |